# Det överexponerade gömstället (singel)
Det överexponerade gömstället är en låt av Bob hund som utgavs digitalt den 1 juni 2011. Den förekommer också på albumet Det överexponerade gömstället.